# Lajord n.º 128
Lajord n.º 128 es un municipio rural canadiense situado en la provincia de Saskatchewan.

## Superficie
Lajord n.º 128 tiene una superficie de 945,1 km².

## Demografía
En 2021, tenía 985 habitantes, una densidad poblacional de 1 hab./km², y 391 viviendas.